# Glózer László
Glózer László (Laszlo Glozer) (Szombathely, 1936. november 14. –) magyar-német művészettörténész, kritikus.

## Életpályája
1956-tól Nyugat-Németországban él. Freiburgban és Münchenben művészettörténetet, filozófiát és régészetet tanult. 1965-től írt kritikákat a Frankfurter Allgemeine Zeitungnak és a Süddeutsche Zeitungnak. 1971–1985 között a Süddeutsche Zeitung szerkesztőbizottsági tagja volt. 1979–1981 között szorosan együttműködött Kasper Königgel a Westkunst - Zeitgenössische Kunst seit 1939 (Köln, 1981) című nemzetközi kiállítás koncepciójának kidolgozásában, valamint a kiállításhoz kapcsolódó kompendium szerkesztője volt. Az 1981-es kölni Westkunst-kiállítás katalógusának szerzője volt. 1985–2003 között a hamburgi képzőművészeti főiskolán a modern művészettörténet professzora volt.
Több kiadványt és filmet készített modern művészeti témákról. A hamburgi Hochschule für Bildende Künste professzora, modern művészetet tanít.

## Művei
- Beiträge zur Geschichte des slowakischen Volkes I–III. (München, 1963–1972)
- Picasso és a szürrealizmus (1974)
- Wols fotográfiái (1978)
- Westkunst - Zeitgenössische Kunst seit 1939 (1981)
- Dieter Roth: Unique Pieces (2002)
- Photographs 1951-2007 (2008)